# スタンレー・ホール

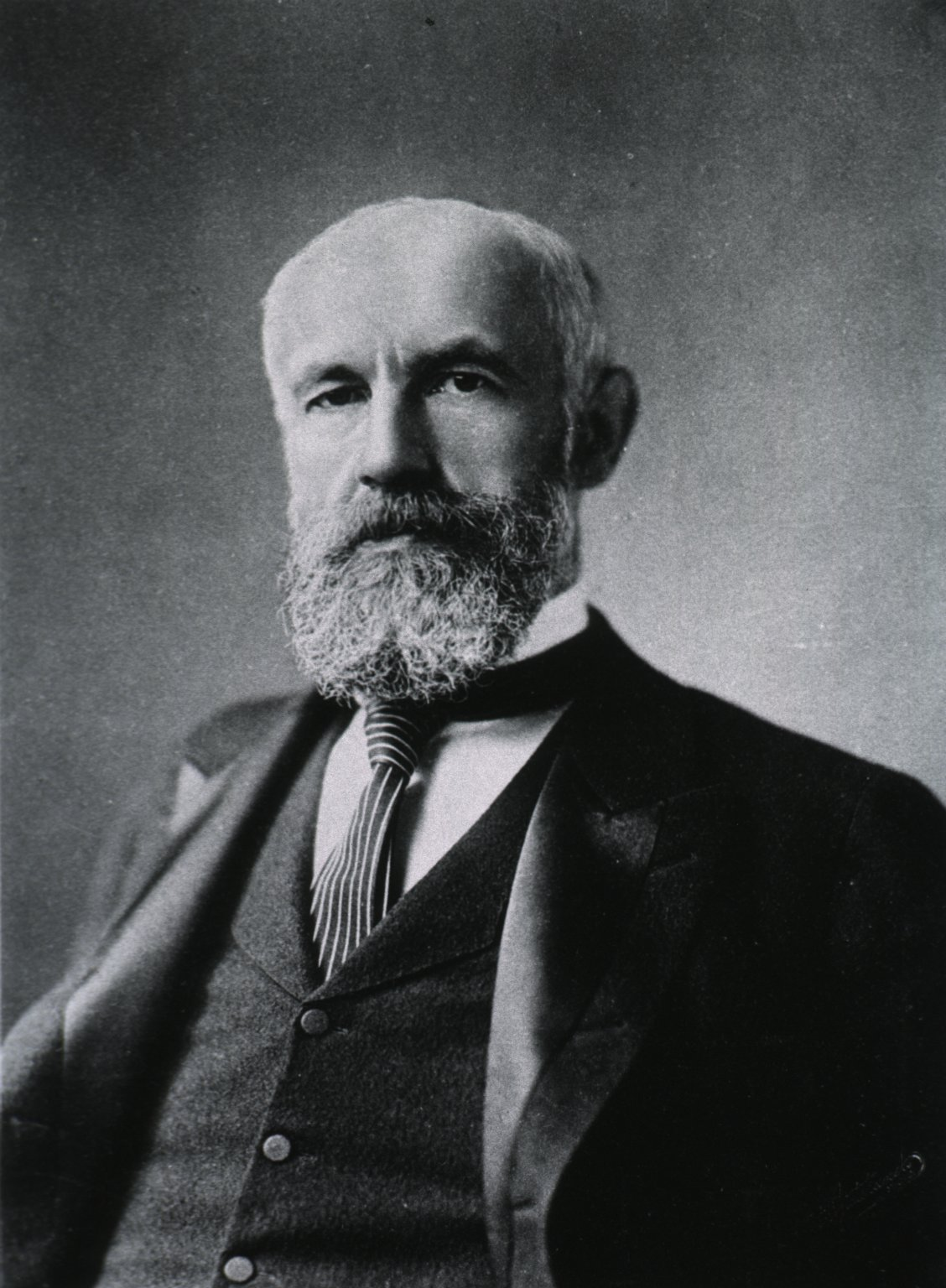
スタンレー・ホール

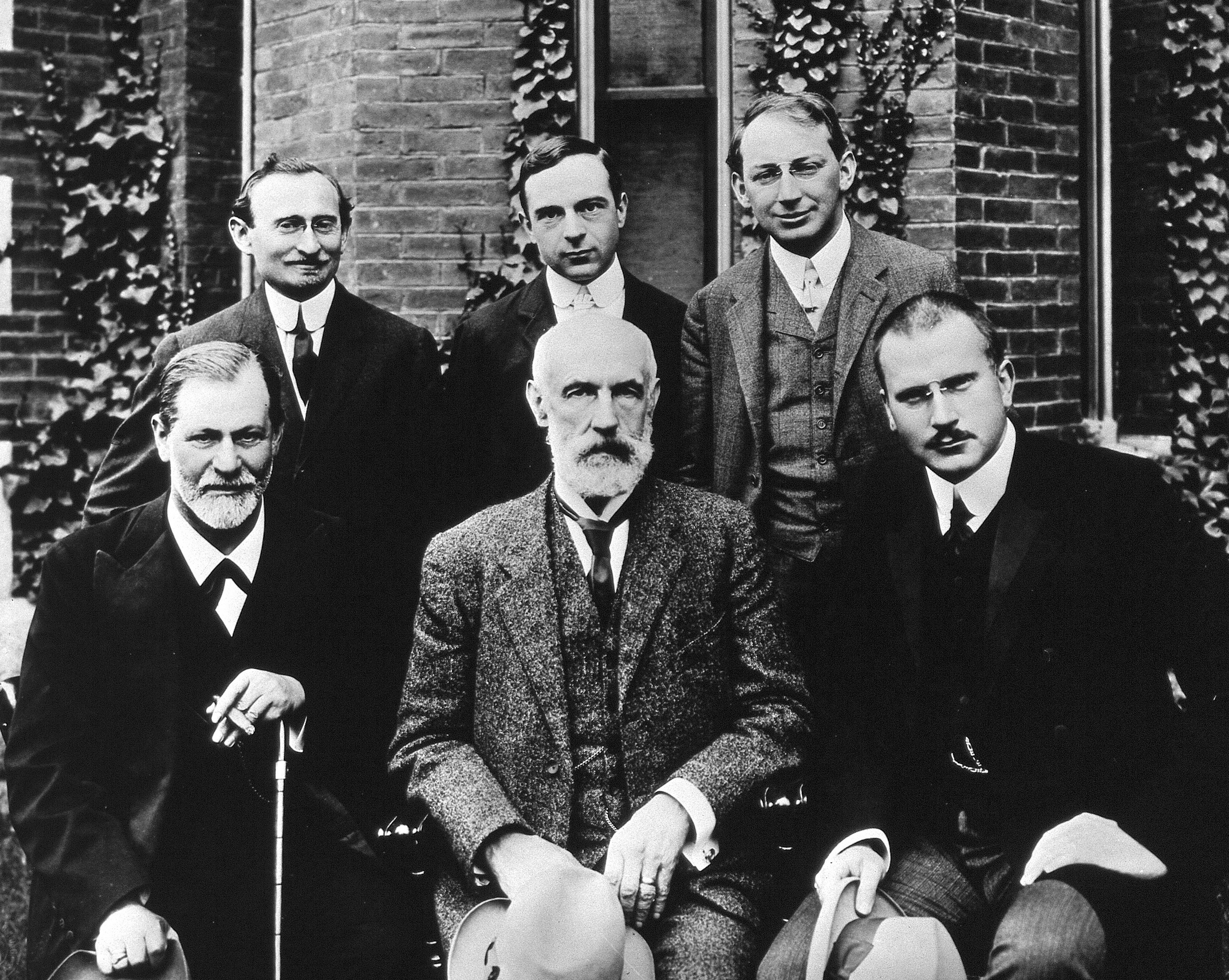
クラーク大学にて。前列左からジークムント・フロイト、スタンレー・ホール、カール・ユング。後列アブラハム・ブリル、アーネスト・ジョーンズ、フェレンツィ・シャーンドル。

グランヴィル・スタンレー・ホール（Granville Stanley Hall, 1844年2月1日 - 1924年4月24日）は、アメリカ合衆国の心理学者。19世紀末から20世紀初頭にかけての心理学草創期に活躍した。
マサチューセッツ州アシュフィールドに生まれる。1867年、ウィリアムズ大学を卒業し、その後ユニオン神学校に学ぶ。ヴィルヘルム・ヴントの『生理学的心理学綱要』に触発されて心理学を志し、1878年にハーヴァード大学のウィリアム・ジェームズの下でアメリカで最初の心理学の博士号（学位）を取得した。さらにライプツィヒ大学に留学し、ヴィルヘルム・ヴントに直接教えを受けた。
帰国後、ジョンズ・ホプキンズ大学教授を経て、1888年にクラーク大学の初代総長に就任、1920年まで在職した。また1892年にはアメリカ心理学会を組織して初代会長に就任した。
教育心理学、児童心理学、青年心理学、宗教心理学などの新しい研究領域を開拓し、また応用心理学の振興に力を尽くした。
1909年、ホールはクラーク大学の創立20周年記念式典にジークムント・フロイトら精神分析運動の主導者たちを招き、講演の機会を与えた。当時、ヨーロッパのアカデミズムからほとんど無視されていた精神分析が、アメリカにおいて社会的認知を得るきっかけとなった出来事である。